# Vrlina
Vrlina ali krepost (latinsko: virtus, grš. ἀρετή, aretē), (etim. oboje iz moč, trdnost, silovitost) je moralna odličnost osebnosti. Nanaša se na nagnjenje in sposobnost umnega delovanja v skladu z etičnimi normami. Z drugimi besedami, gre za usposobljenost za izvrševanje tistega, kar je moralno dobro in prav. Osebne vrline so značilnosti, ki se vrednotijo kot spodbujanje kolektivne in individualne veličine, torej vedenja, ki kaže visoke moralne standarde. Delati, kar je prav in se izogibati, kar je narobe. Krepostim nasprotne so pregrehe oz. grešljivosti.
Štiri klasične vrline v krščanstvu so zmernost, razumnost, pogum (ali trdnost) in pravičnost. Krščanstvo iz 1 Kr 13 izhaja iz treh teoloških vrlin vere, upanja in ljubezni. Te skupaj tvorijo sedem vrlin. V budizmu lahko za vrline v evropskem smislu štejemo štiri brahmavihare ('božanske države').

## Etika vrlin po Aristotelu
Aristotel je v knjigi Nikomahova etika izdelal najvplivnejšo antično teorijo o vrlinah. S poudarkom na praktičnosti je v njej opredelil srečnost (eudaimonía) kot najvišje dobro, h kateremu teži vsak človek in družba, in ki se uresničuje v življenju, usklajenim z vrlino. Srečnost je neki končni smoter, saj jo želimo doseči zaradi nje same. 
Vrlina je po Aristotelu zadržanje, pravilni odnos med dvema skrajnostma oz. zlata sredina, kot bi jo določil pameten človek glede na sebe. Ni kompromis med dvema slabostma, temveč ideal, ki vodi v odličnost. Zato zlata sredina ne velja za vsako dejanje in strast, saj je ne moremo določiti na primer pri prešuštvu, kraji ali krivičnosti, ki so slaba že sama po sebi. Sredina nasprotuje obema skrajnostma. Tako se na primer radodaren človek v primerjavi s skopuhom zdi razsipnež, v primerjavi z razsipnežem pa skopuh. Pot vrline je občutiti ob "pravem času in na pravem kraju, ob pravih ljudeh, iz pravih nagibov in na pravi način" (1106 b).
Vrline se pridobivajo z udejstvovanjem, saj nas posamezna dajanja naredijo takšne, kakršni smo. Z bistvom vrline je povezana odločitev, ki jo Aristotel razume kot hoteno in razumsko izbiro sredstva za dosego želenega smotra. Odločitev je torej nekaj, kar je v človekovih močeh in za kar je odgovoren.
Človekova življenjska naloga je, da za razliko od živali ali rastlin deluje v skladu s svojo razumno naravo. Udejstvovati se mora v skladu s popolno vrlino, stanovitno in celovito. Aristotel omenja, da je za srečnost do neke mere potreba tudi zunanja blaginja, in dodaja, da biti kreposten ni lahka stvar in da je potreben napor. Svetuje, naj se opazujemo, h kateri skrajnosti nas bolj zanaša, ter se usmerimo v nasprotno smer. Ob tem piše: "Grajan je le, kdor [vrlino] občutno zgreši: ta ne ostane neopažen" (1109 b).
Kreposti glede na umsko in čutno sestavo duše razdeli na dianoetične ali razumske in etične. Prve zadevajo zlasti posameznikova umska dejanja in se pridobivajo z izkušnjami ter teoretičnim razmišljanjem (npr. modrost, zdrava pamet, preudarnost in bistrost). Etične ali nravstvene pa so potrebne za obvladovanje nagonske plati, torej čustev, volje in značaja, da ostaja v skladu z razumom.

## Glavne vrline v krščanstvu
Krščanska misel je platonsko in aristotelsko razumevanje kreposti postavila v teološki okvir in od naravnih izbrala štiri glavne oz. kardinalne človeške vrline: razumnost, pravičnost, pogum in zmernost.
Katekizem Katoliške cerkve kreposti definira kot "trdne drže, stalna razpoloženja, trajne (habitualne) popolnosti uma in volje, ki uravnavajo naša dejanja, urejajo naše strasti in vodijo naše vedenje v skladu z razumom in vero" (KKC 1804). Kreposten človek svobodno udejanja dobro.
- Razumnost omogoča, da v različnih okoliščinah prepoznamo resnično dobro in izberemo pravilna sredstva za njihovo izvršitev. Usmerja vest in druge kreposti s postavljanjem pravil in mere.

- Pravičnost se po Katekizmu navezuje na to, da damo Bogu in bližnjemu, kar jima gre. Ključna je za vzpostavitev harmonije v medčloveških odnosih.

- Pogum se nanaša na srčnost in stanovitnost v uresničevanju dobrega; tudi v primeru preizkušenj, strahu in skušnjav.

- Zmernost uravnava privlačnost užitkov in materialnih dobrin. V mejah dostojnosti in poštenosti vzdržuje nadzor nad nagoni, da se človeka usmerja k dobremu in ohranjanju zdrave razsodnosti.

Človeške kreposti se pridobivajo z vzgojo, vztrajnostjo in preudarjenimi dejanji. Katekizem dodaja, da jih lahko preko zakramentov očiščuje in dviga božja milost, kar izvrševanje dobrega olajša.
Krščanstvo poleg človeških vrlin pozna še božje oz. teološke vrline, ki se nanašajo na človekov odnos do Boga. To so vera, upanje in ljubezen.

## Vrline, ki jih cenijo mnoge zahodne kulture
Večina zahodnih kultur ceni sledeče osebnostne lastnosti:
| - Altruizem - Čast - Čistost - Človekoljubje - Disciplina - Domišljija - Duhovitost - Duhovnost - Empatijo - Entuziazem - Hvaležnost - Intuicijo | - Iskrenost - Kreativnost - Ljubezen - Mir - Modrost - Nedolžnost - Neodvisnost - Nenasilje - Nesebičnost - Občutljivost - Odgovornost - Odpuščanje | - Optimizem - Pogum - Ponižnost - Pozornost - Pravičnost - Poštenje - Prijateljstvo - Radovednost - Razumnost - Samorazvoj - Samozaupanje - Samozavest | - Simpatija - Spomin - Sreča - Skromnost - Strpnost - Vzdržnost - Umirjenost - Upanje - Zaupanje - Zmernost (vrlina) |

## Vrline so glavne vsebine vsake etike
Po vrstah vsebine vrlin razlikujemo različne etike, takšne so:
- Teološka etika,
- Judovska eteka,
- Krščanska etika, s podvrstami;
  - Katoliška etika,
  - Protestantska etika,
  - Pravoslavna etika,
  - Ortodoksna etika,
- Islamska etika,
- Hindujska etika,
- Etika Zoroastrizma,
- Etika Sikhizma,
- Etika Šintoizma,
- Etika Budizma,
- Etika Konfucionalizma,
- Etika Jainizma,
- Poklicne etike so:

- Delovna etika,

- Vzgojna etika,
- Bioetika,
- Računalniška etika,
- Informacijska etika,
- Potrošniška etika,
- Kulturološka etika,
- Medijska etika,
- Medicinska etika,
- Gospodarska etika,
- Vojaška etika,
- Znanstvena etika in še vrsta drugih.

Vsaka od teh etik našteva posebno vrsto vrlin.